# Broșteni (Suceava)
Pour les articles homonymes, voir Broșteni.
Broșteni est une ville du județ de Suceava, Moldavie, située dans le nord-est de la Roumanie. En 2011, elle comptait 5 506 habitants.